# Eriogonum plumatella
Eriogonum plumatella är en slideväxtart som beskrevs av Dur. & Hilg.. Eriogonum plumatella ingår i släktet Eriogonum och familjen slideväxter. Inga underarter finns listade i Catalogue of Life.